# دانييلا بلوم

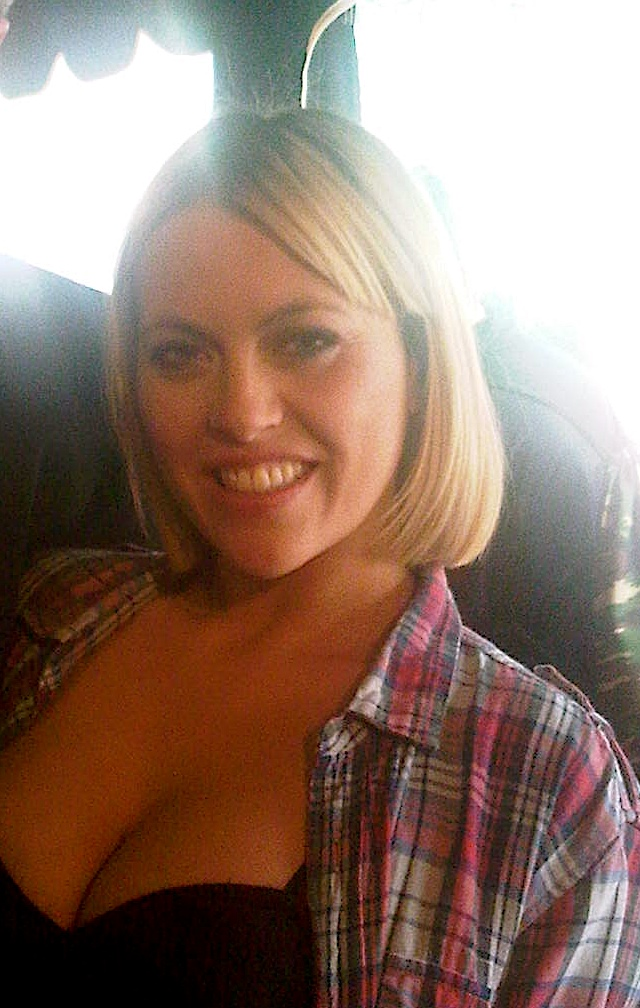
دانييلا بلوم عام 2010.

دانييلا بلوم (من مواليد 9 فبراير 1985 في برشلونة) هي معالجة جنسية إسبانية ومقدمة برامج إذاعية ونجمة إباحية، صنفت في المرتبة 13 بين النساء الأكثر جاذبية في العالم من قبل قراء مجلة إف إتش إم في إسبانيا. ولدت بإسم ألكسندرا غارسيا، وانتقلت إلى كندا ودرست حياتها المهنية في علم الجنس هناك.

## التاريخ
بعد عودتها من الدراسة في كندا، عملت دانييلا كراقصة تعري في ملهى سالا في برشلونة ثم عملت في برنامج "Crónicas Marcianas" حتى نهايته (في تموز/يوليو من عام 2005، وعلى الرغم من ذلك استمرت في تيليسينكو حيث شغلت منصب مراسلة في برنامج «تي إن تي» للمخرج جوردي غونزاليس، وفي نفس الوقت كانت راقصة في برنامج مركز أبحاث كونديسيو للنهوض بالأنشطة النسائية على قناة كتالونية ثم عملت في وقت لاحق كمتخصصة في علم الجنس.
في حزيران/يونيو 2007 حازت على شهرة عقب كتابة مقالات عنها وعما قامت به في مجلة إنترفيو (بالإسبانية: Interviú)‏.
من أيلول/سبتمبر 2007 إلى تموز/يوليو 2013 شغلت منصب مذيعة راديو في برنامج: Ponte a Prueba في محطة أوروبا إف إم، وفي عام 2009 كتبت مع مدير برنامجها السابق كتابا بعنوان: دليل علم الجنس.
في عام 2009 شاركت في برنامج تيليسينكو بعنوان Supervivientes: Perdidos ar hondoras؛ في هذا البرنامج كانت هي المشاركة الثامنة في جزيرة يعشن فيها لمدة 57 يوما. في العام نفسه تعاونت مع تيليسينكو مجددا في عمل جديد لكن هذه المرة في برنامج Sálvame. في صيف عام 2011 حصلت على وظيفة مضيفة في برنامج تلفزيوني بث على أنتينا 3 تحت عنوان كومر، بيبر وعمار.

## المسيرة المهنية
شاركت في عام 2013 في برنامج أُذيع على قناة أنتينا 3 تحت عنوان البداية! الشهرة والنجاح، قبل أن تُنهي مسيرتها في عالم التلفزيون. شاركت في مسابقة شقلبة وقد سجلت قفزة كبيرة تم تقييمها من قبل الحكام بنسبة 9.5 ولكنها لم تفز بالمسابقة باعتبار أن جيرفاسيو ديفير هو الفائز (سبق له أن فاز بثلاث ميداليات أولمبية) أما دانييلا فقد حلت في المركز الثالث.
منذ 26 آب/أغسطس، تعاونت مع يوري سباط في تقديم برنامج إذاعي جديد؛ ثم شاركت في محطة لوس 40 الرسمية كمذيعة.

## روابط خارجية
- دانييلا بلوم على موقع IMDb (الإنجليزية)
- دانييلا بلوم على موقع ميوزك برينز (الإنجليزية)
- دانييلا بلوم على موقع قاعدة بيانات الفيلم (الإنجليزية)